# Sefer Ali-Bey Shervashidze
Sefer Ali-Bey Shervashidze, detto anche Giorgi Shervashidze (... – Lykhny, 7 febbraio 1821), fu principe di Abcasia dal 1810 al 1821.

## Biografia
Sefer Ali-Bey era il figlio minore del principe di Abcasia, Kelesh Ahmed-Bey Shervashidze. Dopo che suo fratello maggiore, Aslan-Bey ebbe ucciso suo padre per prendere possesso del trono di Abcasia, Sefer Ali-Bey venne costretto a trovari rifugio del vicino principato di Mingrelia, ponendosi sotto la protezione della locale casata regnante. Con l'aiuto della nobiltà mingreliana, Sefer Ali-Bey tentò senza successo di usurpare il trono al fratello.
Fu lui a richiedere l'intervento dell'Impero russo in suo favore per riportarlo sul trono grazie ad una petizione mossa allo zar Alessandro I datata 12 agosto 1808, proponendo in cambio di sottomettere l'Abcasia al governo russo come protettorato, pur mantenendone l'indipendenza. Dopo le decisive vittorie russe nella Seconda guerra russo-turca, le truppe zariste furono in grado di espellere tutti i turchi della regione e con loro anche Aslan-Bey, ponendo sul trono Sefer Ali-Bey e riconoscendolo come sovrano dell'Abcasia il 17 febbraio 1810. Come segno di riconoscenza verso i nuovi protettori, Sefer Ali-Bey decise di convertirsi alla religione ortodossa assumendo il nome di Giorgio il giorno della sua incoronazione, il 10 giugno 1810.
Proseguì gli ultimi anni della sua vita come colonnello al servizio dell'esercito imperiale russo e morì nel 1821 assassinato dal fratello Hassan Bey, che comunque non riuscì a succedergli dovendo cedere il passo al figlio primogenito del defunto, Dmitry.

## Matrimonio e figli
Sefer Ali-Bey Shervashidze sposò la principessa Thamar (1790-1º marzo 1818), figlia secondogenita di Katsia II Dadiani, duca dei duchi di Mingrelia, dalla quale ebbe i seguenti figli:
- Dimitri [Umar Bey], principe di Abcasia.
- Mikhail [Hamid Bey], principe di Abcasia.
- Konstantin (1811-1866), sposò la principessa Natalia d'Enloy de la Garde.
- Alexander.
- Maria, sposò il principe Eristov.
- Elisaveta, sposò il principe Dadiani di Mingrelia.
- Rusudan, sposò il principe Marshania di Tselebi.
- Ekaterina, sposò il principe Marshania di Tselebi.
- Anna, sposò il principe Tsulukidze.
- Nina, sposò il principe Gurieli.